# Raleigh Ramalho
Raleigh Ramalho (Três Rios, 16 de novembro de 1955) é um político brasileiro.
Em 2006 foi eleito primeiro suplente de deputado estadual no Rio de Janeiro pelo Partido Trabalhista Brasileiro (PTB), assumindo a vaga com a licença de Iranildo Campos.
Foi prefeito de Três Rios entre os anos de 1997 e 2000. Em 2016 concorreu ao cargo de vice-prefeito de Três Rios, porém sua chapa não foi eleita.